# Zofia Chądzyńska

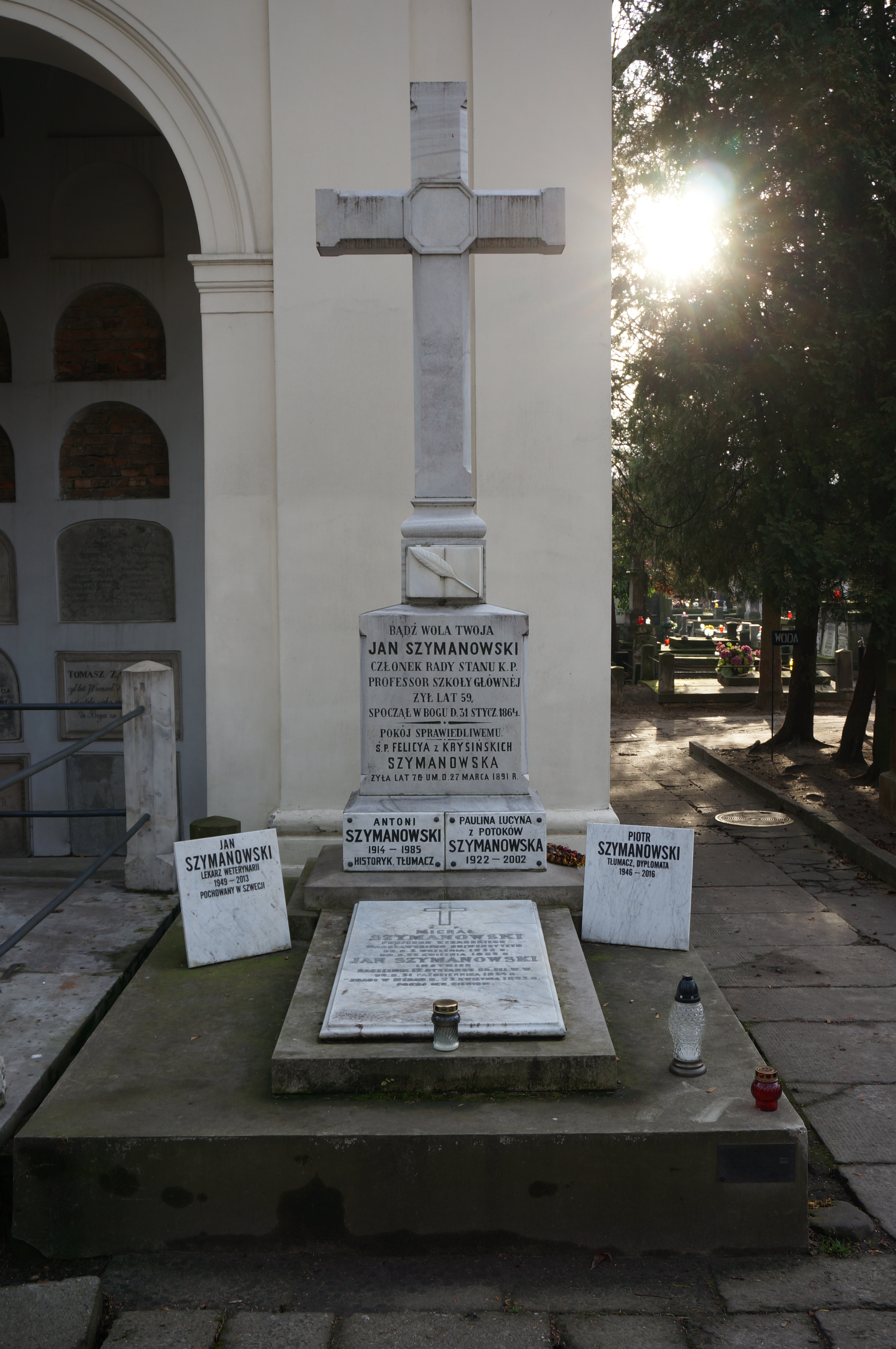
Grób Zofii Chądzyńskiej na Cmentarzu Powązkowskim

Zofia Chądzyńska, z domu Szymanowska (ur. 24 lutego 1912 w Warszawie, zm. 23 września 2003 tamże) – polska pisarka, tłumaczka, popularyzatorka literatury iberoamerykańskiej.

## Życiorys
Była córką Aleksandra Szymanowskiego i Józefy, z domu Natanson, po matce wnuczką Kazimierza Natansona, prawnika, bankiera, działacza społecznego. Absolwentka Wydziału Ekonomicznego Akademii Nauk Politycznych w Warszawie. W latach 1930–1934 była urzędniczką w Ministerstwie Wyznań Religijnych i Oświecenia Publicznego. W latach 1934–1939 pracowała w biurze podróży Orbis. W czasie wojny była więźniarką Pawiaka (1940), po wojnie przebywała we Francji (gdzie jej mąż, Bohdan Chądzyński, był zastępcą polskiego konsula w Konsulacie Polskim w Lyonie do 1949), później na uchodźstwie w Maroku i Argentynie, gdzie prowadziła wspólnie z Małgorzatą Wickenhagen pralnię bielizny białej i zaprzyjaźniła się m.in. z Witoldem Gombrowiczem. Debiutowała w 1958 na łamach „Twórczości”.
Jej pierwsza książka Ślepi bez lasek ukazała się niemal równocześnie w Polsce po polsku (w 1959) i w Paryżu po francusku (w 1960) – we Francji opublikowana pod nazwiskiem Sophie Bohdan (za nazwisko autorka przyjęła imię swego męża) i ze zmienionym przez wydawcę tytułem Comme une ombre qui passe.
W 1960 powróciła na stałe do Polski, mieszkała w Warszawie. Zaprzyjaźniona z Julio Cortazarem, towarzyszyła mu m.in. w jego podróżach do Polski. Członkini Związku Literatów Polskich, Polskiego PEN Clubu i Stowarzyszenia Pisarzy Polskich.
W styczniu 1976 podpisała list protestacyjny do Komisji Nadzwyczajnej Sejmu PRL przeciwko zmianom w Konstytucji Polskiej Rzeczypospolitej Ludowej. 
Laureatka nagrody Związków Zawodowych CRZZ za książkę Życie za życie (1972) oraz nagrody Polskiego PEN-Clubu za przekłady literatury iberoamerykańskiej (1993). W 1974 odznaczona Złotym Krzyżem Zasługi. W 1977 otrzymała nagrodę literacką ZAiKS-u dla tłumaczy.
Na podstawie jej książki Wstęga pawilonu powstał film fabularny pt. Słońce w gałęziach (1986, premiera: 1 listopada 1987), w reżyserii Ludmiły Niedbalskiej.

## Życie prywatne
Siostra dyplomaty Antoniego Szymanowskiego. Żona dyplomaty Bohdana Chądzyńskiego (do jego śmierci w Argentynie w 1951). Od 1962 druga żona dyplomaty Stanisława Gajewskiego. Po rozwodzie z drugim mężem, po raz trzeci zawarła związek małżeński z Krzysztofem Ligotą, naukowcem z Wielkiej Brytanii.
Została pochowana na cmentarzu Powązkowskim (kwatera Pod katakumbami-1-173/174).

## Twórczość

### Pod pseudonimem jako Sophie Bohdan opublikowane po francusku i wydane we Francji
- Comme l'ombre qui passe : roman Wydawca: Paris : Calmann-Lévy (impr. Chantenay), 1960

### Pod własnym nazwiskiem jako Zofia Chądzyńska opublikowane po polsku i wydane w Polsce
- Ślepi bez lasek (Czytelnik 1959, 1970); Wznowienia jako: Śpiew muszli (Akapit Press, 1995, 2003)
- Chemia (Czytelnik 1962)
- Ryby na piasku (Czytelnik 1965)
- Skrzydło sowy (PIW 1967)
- Przez Ciebie, Drabie (Nasza Księgarnia 1969, 1972, 1974, 1979, 1984)
- Życie za życie (Nasza Księgarnia 1971, 1973; Wydawnictwo Lubelskie 1979 w serii Biblioteka młodych); Wznowienie jako: Rekma, czyli Życie za życie (Akapit Press, 1995)
- Statki, które mijają się nocą (Nasza Księgarnia 1975, 1989, Hamal Books 1994, Akapit Press 2002)
- Wakacje z Zygą (Młodzieżowa Agencja Wydawnicza 1977)
- Wstęga pawilonu (Nasza Księgarnia 1978, 1982, Akapit Press 1996, Siedmioróg 2000; wpisana na Listę Honorową IBBY)
- Dorosnąć (Nasza Księgarnia 1987, Hamal Books 1994, Siedmioróg 2000, Akapit Press 2002)
- Co mi zostało z tych lat (Akapit Press 1996); Wydanie II poprawione pod zmienionym tytułem: Nie wszystko o moim życiu (Akapit Press 2003)

## Przekłady (wybór)
- Jorge Luis Borges, Alef (liczne wydania)
- Jorge Luis Borges, Księga piasku (liczne wydania)
- Jorge Luis Borges, Opowiadania (Wydawnictwo Literackie 1978)
- Jorge Luis Borges, Raport Brodiego (liczne wydania)
- Jorge Luis Borges, Twórca (liczne wydania; wespół z Krystyną Rodowską)
- Jorge Luis Borges przy współpracy Margarity Guerrero, Zoologia fantastyczna (Warszawa 1983)
- Julio Cortázar, Egzamin (1991)
- Julio Cortázar, Gra w klasy (wyd. I: 1968, Spółdzielnia Wydawnicza „Czytelnik”; liczne wznowienia)
- Julio Cortázar, Książka dla Manuela (Wydawnictwo Literackie 1980)
- Julio Cortázar, Niewpory (Wydawnictwo Literackie, 1989)
- Julio Cortázar, Nikt, byle kto... (Wydawnictwo Literackie 1981)
- Julio Cortázar, Opowiadania (liczne wydania)
- Julio Cortázar, Opowieści o kronopiach i famach (liczne wydania)
- Julio Cortázar, Ostatnia runda (liczne wydania)
- Julio Cortázar, Ośmiościan (Wydawnictwo Literackie 1977)
- Julio Cortázar, Proza z obserwatorium (Wydawnictwo Literackie 1986)
- Julio Cortázar, Tango raz jeszcze (Wydawnictwo Literackie 1983)
- Julio Cortázar, W osiemdziesiąt światów dookoła dnia (CZytelnik 1976, liczne wznowienia)
- Julio Cortázar, Wielkie wygrane (liczne wydania)
- Jose Donoso, Plugawy ptak nocy (Czytelnik 1975)
- Griselda Gambaro, Bóg nie lubi szczęśliwych (Wydawniztwo Literackie 1984)
- Gabriel Garcia Marquez, Bardzo stary pan z olbrzymimi skrzydłami (Muza 2001; wespół z Carlosem Marrodanem Casasem)
- Rita Gombrowicz, Gombrowicz w Argentynie. Świadectwa i dokumenty 1939-1963 (liczne wydania; wespół z Anną Husarską)
- Tom Kempiński, Odchodzić (sztuka teatralna)
- Roma Mahieu, Poobiednie Igraszki (sztuka teatralna)
- Jean Reverzy, Odejście (Wydawnictwo Literackie 1981)
- Jean Reverzy, Plac trwogi (Wydawnictwo Literackie 1981)